# Plakuder Point
Der Plakuder Point (englisch; bulgarisch нос Плакудер nos Plakuder) ist eine Landspitze an der Nordostküste von Pickwick Island in der Gruppe der Pitt-Inseln im Archipel der Biscoe-Inseln vor der Westküste der Antarktischen Halbinsel. Sie bildet 1,6 km ostsüdöstlich des Kusev Point und 1,6 km westsüdwestlich von Snodgrass Island die östliche Begrenzung der Einfahrt zur Misionis Bay.
Britische Wissenschaftler kartierten sie 1971. Die bulgarische Kommission für Antarktische Geographische Namen benannte sie 2013 nach der Ortschaft Plakuder im Nordwesten Bulgariens.